# جائحة فيروس كورونا في الصحراء الغربية
تُوثِّقُ هذه المقالة انتشار جائحة فيروس كورونا 2019–20 في الصحراء الغربية، قد لا تشملُ كل الإجراءات الأحدث. ظهرت الجائحة في الصّحراء الغربية في أبريل 2020.

## خلفية
في 12 يناير 2020، أكدت منظمة الصحة العالمية عن ظهور فيروس كورونا المستجد كسبب للمرض التنفسي الذي أصاب مجموعة من الأشخاص في مدينة ووهان، مقاطعة خوبي، الصين، إذ أُبلغ عنهم إلى منظمة الصحة العالمية في 31 ديسمبر 2019. كانت نسبة الوفيات بين الحالات المُشخصة بكوفيد-19 أقل بكثير من جائحة فيروس سارس في عام 2003، لكن انتقال العدوى كان أكبر، والوفيات أيضًا.

## التسلسُل الزمني

### أبريل 2020
في 4 أبريل/نيسان، أكَّدت بعثة الأمم المتحدة لتنظيم استفتاء في الصحراء الغربية أربعُ حالاتٍ مُصابة بالفيروس في مدينة بوجدور.
في 9 أبريل/نيسان، أفادت بعثة الأمم المتحدة لتنظيم استفتاء في الصحراء الغربية أنه أُكِّدت حالتين جديدتين في الداخلة، مما رفع عدد الحالات المؤكدة إلى ست حالاتٍ.